# Turm der Winde (Vatikanstadt)

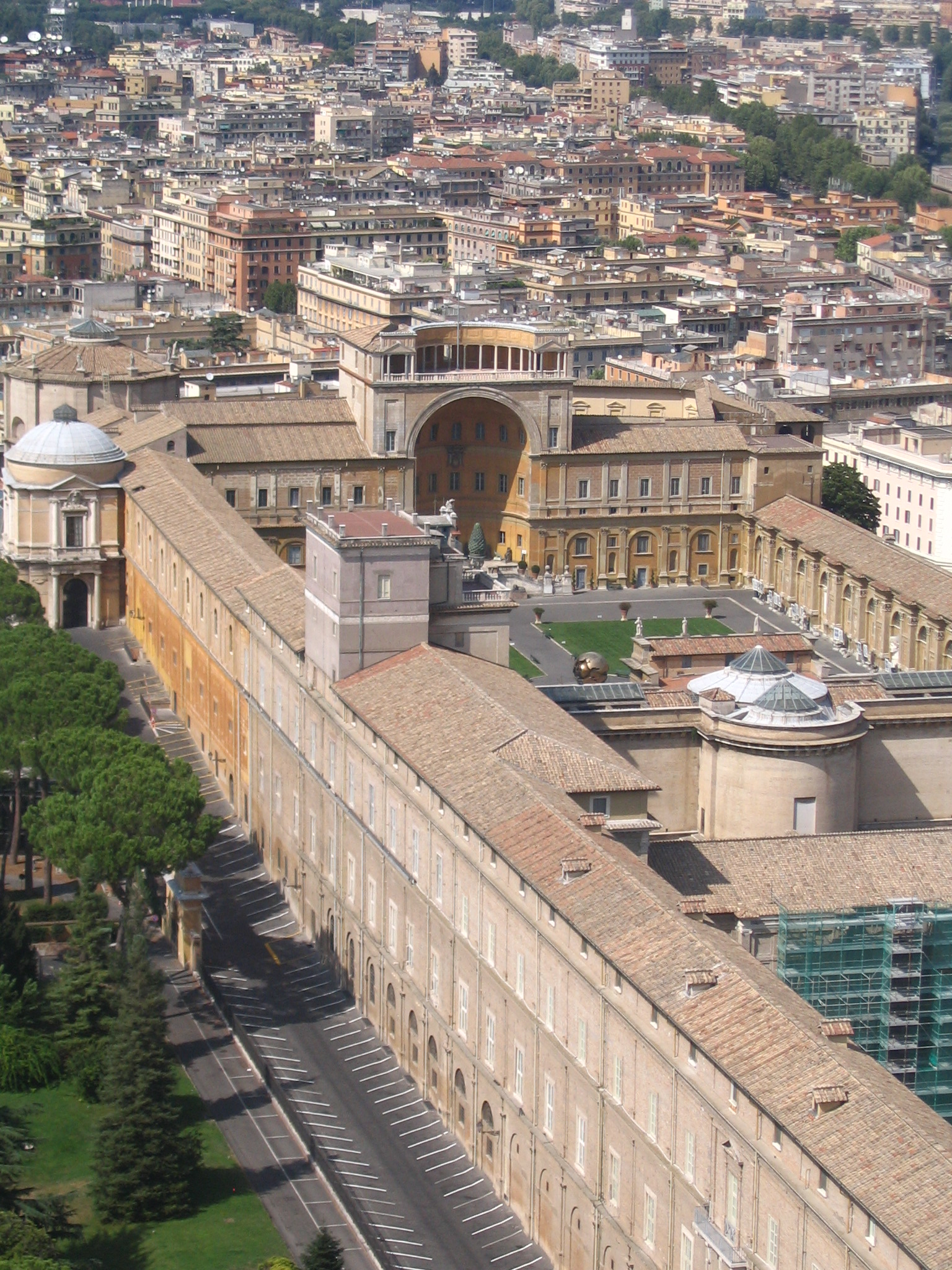
Turm der Winde in der Mitte

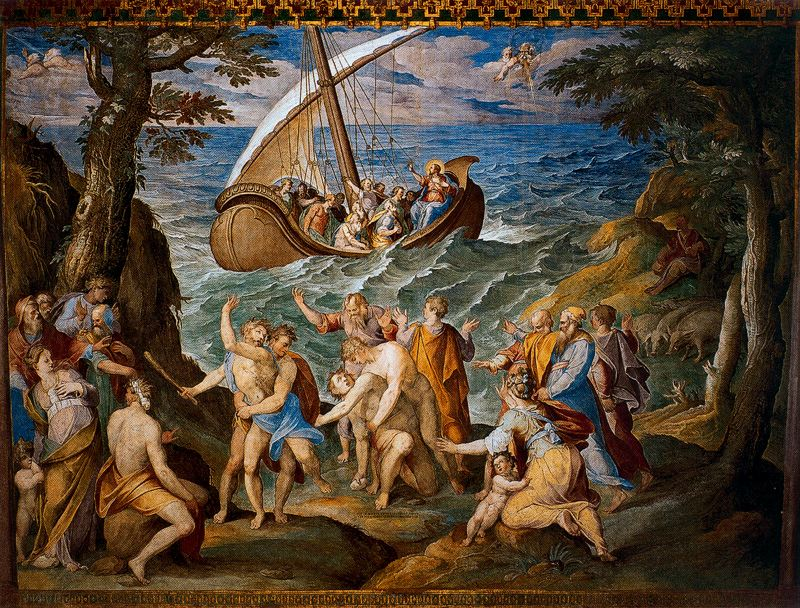
Sala della Meridiana Fresko Jesus stillt den Sturm von Niccolò Circignani

Der Turm der Winde (italienisch Torre dei Venti, auch Torre Gregoriana) bezeichnet Teile der ehemaligen Vatikanischen Sternwarte in der Vatikanstadt, die im Norden der Vatikanischen Gärten von dem Bologneser Architekten Ottaviano Mascherino errichtet wurde.
Der Bau wurde 1578 von Papst Gregor XIII. initiiert, der das Observatorium für die astronomischen Beobachtungen seiner Kalenderreform nutzte. 1580 wurde der 73 m hohe Turm fertiggestellt. Durch die Erweiterungsbauten und Verbindungskorridore für die Vatikanischen Museen wurde das Observatorium im 17. Jahrhundert in den Westflügel der Päpstlichen Bibliothek integriert, als nördliche Begrenzung des Korridors von Pirro Ligorio ist es heute Ausstellungsfläche der Museen.
Die umgangssprachliche Bezeichnung „Turm der Winde“ rührt wohl daher, dass hier neben astronomischen Forschungen und Beobachtungen (siehe astronomischer Turm) auch Untersuchungen der Windstärken und -richtungen durchgeführt wurden. Eine Wetterfahne auf dem Dach übertrug die Windrichtung auf einen Zeiger im Inneren des Turmes (funktioniert heute nicht mehr). Auch die malerische Dekoration bezieht sich auf das Thema „Wind und Sturm“.
Heute befindet sich die Vatikanische Sternwarte in Castel Gandolfo und in den USA.

## Sala della Meridiana
1579 dekorierten Niccolò Circignani und Mathijs Bril die Sala della Meridiana im ersten Geschoss, wobei Bril die Landschaften malte und Circignani die Figuren. Der Saal ist nach dem Meridian benannt – einer geraden Linie in Nord-Süd-Richtung, die 1580 mit weißem Marmor in den Fußboden eingelegt wurde. Durch ein Loch im Fresko Jesus stillt den Sturm auf der Südwand wirft die Mittagssonne Licht auf diesen Meridian, der zur Messung des Sonnenstandes zu Mittag in den jeweiligen Jahreszeiten genutzt wurde.